# Annetta South
Annetta South es un pueblo ubicado en el condado de Parker, en el estado estadounidense de Texas. En el censo de 2010 tenía una población de 526 habitantes, y una densidad poblacional de 105,06 personas por kilómetro cuadrado.

## Geografía
Annetta South se encuentra ubicado en las coordenadas 32°40′22″N 97°37′00″O / 32.67278, -97.61667. Según la Oficina del Censo de los Estados Unidos, Annetta South tiene una superficie total de 5.01 km², de la cual 4.95 km² corresponden a tierra firme y (1.19 %) 0.06 km² es agua.

## Demografía
Según el censo de 2010, había 526 personas residiendo en Annetta South. La densidad de población era de 105,06 hab./km². De los 526 habitantes, Annetta South estaba compuesto por el 97.15 % de blancos, el 1.52 % de negros, el 0.19 % de amerindios, el 0.19 % de asiáticos, el 0 % de isleños del Pacífico, el 0 % de otras razas, y el 0.95 % de dos o más razas. Del total de la población, el 3.04 % eran hispanos o latinos de cualquier raza.